# Sofiko Čiaureli
Sofiko Čiaureli, nata Sof'ja Michajlovna Čiaureli (in russo Софья Михаиловна Чиаурели?; in georgiano სოფიკო ჭიაურელი?, Sopiko Ch'iaureli; Tbilisi, 21 maggio 1939 – Tbilisi, 2 marzo 2008), è stata un'attrice georgiana, fino al 1991 sovietica.

## Biografia
Sofiko Čiaureli nacque nel 1939 a Tbilisi, nella RSS Georgiana. Entrambi i genitori lavoravano nel mondo del cinema: il padre era il regista e scrittore Michail Čiaureli e la madre l'attrice georgiana Veriko Anjaparidze. Aveva inoltre due fratelli, Otal che divenne un regista di documentari e Ramaz che diresse alcune opere teatrali. Nel 1955 si diplomò alla scuola superiore femminile di Tbilisi e si iscrisse all'Università statale pan-russa di cinematografia di Russia. Durante gli studi conobbe Georgij Šengelaja, futuro regista cinematografico, che sposò e con cui ebbe due figli.
Chiaureli iniziò a recitare ancora prima di finire gli studi, debuttando nel film Chveni ezo diretto dal regista georgiano Revaz Čcheidze. Negli anni successivi recitò in oltre 100 film e spettacoli teatrali, diventando una delle principali attrici del cinema georgiano. Nel 1969 prese parte al film Il colore del melograno di Sergej Iosifovič Paradžanov, dove interpretò ben sei ruoli. Divenne da quel momento la musa di Paradžanov, recitando in diversi altri suoi film. Sempre nel 1969 recitò anche nella commedia Non te la prendere! (Не горюй!) del celebre regista Georgij Nikolaevič Danelija.
È morta a causa di un tumore nel 2008 ed è stata sepolta nel Didube Pantheon di Tbilisi accanto al suo secondo marito, l'attore georgiano Kote Makharadze.

## Filmografia parziale
- Il colore del melograno (russo: Цвет граната, Tsvet granata; armeno: Նռան գույնը, Nřan guynə), regia di Sergej Iosifovič Paradžanov, 1969.
- Non te la prendere! (Не горюй!), regia di Georgij Nikolaevič Danelija, 1969.
- L'albero dei desideri (Natvris khe), regia di Tengiz Abuladze, 1977.
- La leggenda della fortezza di Suram (Ambavi Suramis tsikhitsa), regia di Sergej Iosifovič Paradžanov, 1985.
- Asik Kerib - Storia di un ashug innamorato (Ashug-Karibi), regia di Sergej Iosifovič Paradžanov, 1988.